# Mikroprogram
Mikroprogram, mikrokod – program implementujący listę rozkazów procesora. Podobnie jak język wysokiego poziomu jest kompilowany do kodu maszynowego, tak każdy rozkaz kodu maszynowego ma postać ciągu mikroinstrukcji nazywanego mikroprogramem lub mikrokodem.
Elementy tworzące mikroprogram znajdują się na pojęciowo niższym poziomie niż instrukcje języka maszynowego (asemblera). Aby więc odróżnić je od elementów programowania niskopoziomowego, stosuje się przedrostek mikro-: mikroprogram, mikrokod, mikroinstrukcja, mikroasembler.
Mikroprogramy są szczegółowo dopracowywane i optymalizowane pod kątem jak najszybszego wykonania. Zaniedbanie na tym poziomie grozi dużym spowolnieniem programów, które będą uruchamiane na tym procesorze. Mikroprogramista musi posiadać gruntowną wiedzę na temat obwodów elektrycznych danego typu komputera, ponieważ na nich właśnie operuje mikrokod. Mikroprogram jest pisany przez twórców procesorów w fazie projektowania.
W większości procesorów korzystających z mikrokodu, mikroprogram nie znajduje się w pamięci operacyjnej, lecz w specjalnej szybkiej pamięci zwanej pamięcią sterującą (ang. control store). Może być to pamięć tylko do odczytu lub pamięć o dostępie swobodnym. W drugim przypadku mikrokod jest ładowany do pamięci sterującej, z innego urządzenia pamięci, podczas inicjacji procesora. Wtedy też możliwe jest modyfikowanie mikrokodu w celu usunięcia błędów lub dodania nowych instrukcji. Mikrokod może również pozwalać na emulację innej, zwykle bardziej złożonej, architektury komputerowej.

## Początki mikroprogramowania
Mikrokod został stworzony, by uprościć proces programowania maszyny. Początkowo lista rozkazów procesora była na sztywno wbudowana w fizyczną architekturę komputera. Każdej elementarnej instrukcji (dodawaniu, przesuwaniu, kopiowaniu słów) odpowiadał układ elektroniczny. Zapewniało to wprawdzie bardzo szybkie wykonanie programu, jednak listy rozkazów stawały się coraz bardziej złożone, a ich projektowanie i testowanie w postaci fizycznych obwodów elektrycznych coraz trudniejsze.
Mikroprogramowanie zminimalizowało ten problem pozwalając projektantom procesorów implementować listę instrukcji jako mikroprogram, a nie zespół obwodów elektrycznych. W przeciwieństwie do wbudowanych instrukcji, nawet w zaawansowanej fazie projektowania mikrokod mógł być łatwo zmieniony. W ten sposób projektowanie procesorów zostało znacznie ułatwione i pozwoliło na dalsze rozbudowywanie list rozkazów procesora.
Możliwość znacznego rozbudowania listy rozkazów procesora była istotną zaletą. Od lat 60. aż do późnych lat 70. znaczna część programowania odbywała się za pomocą języków asemblera, czyli symbolicznych odpowiedników rozkazów maszynowych. Większa abstrakcyjność (wysokopoziomowość) instrukcji oznaczała większą produktywność programisty. Doprowadziło to do projektów opartych na bezpośrednio wykonywalnych językach wysokiego poziomu, gdzie każde wyrażenie języka wysokiego poziomu takiego jak PL/I mogło być bezpośrednio wykonane przez mikrokod sprzętu z pominięciem kompilacji. Przykładami tego podejścia były IBM Future Systems i Fountainhead Project (firmy Data General).
Mikroprogramowanie pozwoliło również uporać się z problemem przepustowości pamięci. W latach 70. wydajność procesorów rosła dużo szybciej niż przepustowość pamięci, więc stosowano różne techniki akceleracji, takie jak przesyłanie bloków pamięci, czytanie z wyprzedzeniem czy wielopoziomowe pamięci podręczne. Instrukcje maszynowe wysokiego poziomu (implementowane w mikrokodzie) pozwalały dodatkowo odciążać pamięć. Na przykład całe operacje na łańcuchach znaków mogły być wykonywane dzięki pojedynczej instrukcji procesora i nie wymagały wielokrotnego uciekania się do pamięci w celu pobrania kolejnych instrukcji programu.
Do architektur korzystających z wysokopoziomowych instrukcji procesora należą IBM System/360 i VAX. Podejście polegające na używaniu wysoce złożonych instrukcji procesora implementowanych przy pomocy mikrokodu zostało później nazwane CISC. Pierwszym procesorem w architekturze x86 (wykorzystywanym w komputerach PC), w którym pojawiła się możliwość aktualizacji mikrokodu był Pentium Pro z 1995 r, a aktualizacja ta mogła być wykonywana przez system BIOS bądź też przez dowolny system operacyjny.